# Cortodera wittmeri
Cortodera wittmeri är en skalbaggsart som beskrevs av Holzschuh 1995. Cortodera wittmeri ingår i släktet Cortodera och familjen långhorningar. Inga underarter finns listade i Catalogue of Life.